# Piękny Serge
Piękny Serge (fr. Le Beau Serge) – francuski melodramat z 1958 roku w reżyserii Claude'a Chabrola, zrealizowany według autorskiego scenariusza oraz przezeń wyprodukowany.
Claude Chabrol zrealizował swój debiut pełnometrażowy dzięki spadkowi po własnej żonie, zakładając wytwórnię Ajym. Piękny Serge, dzięki przejęciu przez Chabrola pełni władzy nad projektem, został okrzyknięty jednym z pierwszych autorskich filmów Nowej Fali, zdobywając nagrodę Jeana Vigo dla najlepszego debiutu. Obok głosów uznania dla reżysera wśród takich krytyków jak Georges Sadoul (który porównał film do autorskiego dzieła literackiego), pojawiały się jednak oceny bardziej krytyczne, na przykład Roland Barthes zarzucił Chabrolowi nieudolną imitację dzieł Gustave'a Flauberta. Współcześnie Genevieve Sellier do tych zarzutów dołączyła stereotypowe przedstawienie kobiet – jako prostytutek lub żon oddanych agresywnym mężczyznom.
Piękny Serge zwrócił uwagę krytyków przede wszystkim na symboliczny dialog, jaki nawiązuje z drugim filmem Chabrola, Kuzynami (1959). O ile w swym pierwszym dziele Chabrol okazywał sympatię brutalnemu wieśniakowi granemu przez Blaina, o tyle w Kuzynach przewagę zdobywa Brialy jako amoralny przedstawiciel miejskiej burżuazji.

## Streszczenie fabuły
François (Jean-Claude Brialy), odnoszący sukcesy, lecz schorowany młody mężczyzna, po długiej nieobecności wraca do rodzinnego Sardent. Znajduje swojego przyjaciela Serge'a (Gérard Blain), który stał się nędznym alkoholikiem, niezadowolonym z życia we wsi. Serge miał nadzieję opuścić wioskę, aby studiować, ale musiał pozostać, aby poślubić Yvonne po tym, jak była w ciąży. Nie pomogła śmierć ich martwego dziecka. W momencie przybycia do Francji Yvonne znów jest w ciąży. Z jednej strony François popada w konflikt z życiem wsi prowincjonalnej, a z drugiej strony jest zmuszony pomagać Serge’owi. Fakt, że oboje flirtują z Marią (Bernadette Lafont), komplikuje sytuację. Ostatecznie narodziny drugiego dziecka Serge'a i Yvonne zdają się rodzić niewielką nadzieję.